# Intermezzo (opera)
Intermezzo (Op. 72) è un'opera lirica in due atti composta tra il 1919 e il 1923  da Richard Strauss su libretto proprio.  Fu eseguita la prima volta il 4 novembre 1924  alla Staatsoper di Dresda sotto la direzione di Fritz Busch e con interpreti Lotte Lehmann e Joseph Correck  .

## Storia

### Composizione
Ad ispirare a Richard Strauss il soggetto dell'opera fu un episodio accaduto nella vita coniugale del compositore, ovvero un biglietto d'amore, giunto erroneamente a lui, che fece ingelosire la moglie Pauline de Ahna. Lo stesso protagonista dell'opera è un musicista il cui nome sembra ricordare vagamente quello dell'autore.
Inizialmente, Strauss chiese di scrivere il libretto al suo assiduo collaboratore Hugo von Hofmannsthal e a Hermann Bahr, ma entrambi rifiutarono la proposta del compositore. Fu poi lo stesso Bahr ad incoraggiare Strauss a scrivere il libretto di proprio pugno.

## Trama

### Atto I
Vienna: Christine Storch si lamenta con la propria cameriera per la continua lontananza, per motivi di lavoro, del marito, il direttore d'orchestra Robert Storch.
Durante una di queste assenze da casa (Storch è in tournée e la durata prevista di questa tournée è di due mesi), Christine cede alle lusinghe del giovane barone Lummer, conosciuto dopo uno scontro in slittino, e concede a quest'ultimo un ballo. La donna capisce però ben presto, dopo che il barone le chiede un prestito di 1000 marchi, che Lummer non è interessato a lei, ma solo al suo denaro.
Poco dopo, finisce in mano a Christine una lettera che risulta indirizzata a Robert Storch: si tratta di una lettera d'amore che ha come mittente Mieze Meier. Christine va così su tutte le furie e, dopo aver fatto le valigie, spedisce un telegramma al marito in cui paventa l'intenzione di chiedere il divorzio.

### Atto II
Robert Storch riceve il telegramma della moglie mentre sta giocando a skat con degli amici.
Assieme a Storch è presente il quasi omonimo collega Stroh, che risulta essere il vero destinatario della lettera d'amore della Meier.
Stroh si adopera così per spiegare l'equivoco alla moglie di Storch, che, nel frattempo, si era già recata dal notaio per le pratiche di divorzio.   Quest'ultima però ha ugualmente un battibecco con il marito per via delle sue continue assenze, al termine del quale i due fanno definitivamente pace, capendo di non poter fare a meno l'uno dell'altra.

## Stile
Nella partitura di Intermezzo, Strauss introduce nel proprio teatro una novità (che già si era intravista in alcune opere precedenti del compositore tedesco), ovvero lo stile detto "stile di conversazione".